# 2020年東京オリンピックのモロッコ選手団
2020年東京オリンピックのモロッコ選手団は、2021年7月23日から8月8日にかけて日本の首都東京で開催された2020年東京オリンピックのモロッコ選手団。

## メダル
| メダル | 選手名                   | 競技 | 種目          | 日付   |
| ------ | ------------------------ | ---- | ------------- | ------ |
| 金     | スフィアヌ・エル＝バカリ | 陸上 | 男子3000m障害 | 8月2日 |